# کوتنو
کوتنو (به لاتین: Kutno) یک شهر در لهستان است که در شهرستان کوتنو واقع شده‌است.

## خصوصیات
کوتنو ۳۳٫۵۹ کیلومترمربع مساحت و ۴۷٬۵۵۷ نفر جمعیت دارد.

## خواهرخوانده
شهر بت یام خواهرخواندهٔ کوتنو هست.